# مايك داش
مايك داش (بالإنجليزية: Mike Dash)‏ هو كاتب بريطاني، ولد في 1963 في لندن في المملكة المتحدة.

## وصلات خارجية
- الموقع الرسمي